# Rialto Towers
Le Rialto Towers (spesso le Rialto) sono due grattacieli situati al 525 di Collins Street, Melbourne, nella parte occidentale del quartiere centrale degli affari di Melbourne, Victoria, Australia.